# NieuwDemocratischZeist
NieuwDemocratischZeist (NDZ) is een lokale politieke partij in de Nederlandse gemeente Zeist (provincie Utrecht). De partij is een fusie van ProZeist en Groene Democraten Zeist.
ProZeist was eerder actief onder de naam "Leefbaar Zeist", en had op haar hoogtepunt zes zetels.
In maart 2014 kwam de NDZ met 2 zetels in de raad.
In 2018 werd NDZ met 4 zetels de grootste lokale partij in Zeist.